# Irina Makogónova
Irina Petrovna Makogonova (ruso: Ирина Петровна Макогонова) (12 de noviembre de 1959, Vorónezh) es una exjugadora de voleibol de Rusia. Fue internacional con la Selección femenina de voleibol de la Unión Soviética. Compitió en los Juegos Olímpicos de Moscú 1980 en los que ganó la medalla de oro y en los que jugó los cinco partidos.